# Neoeutegaeus africanus
Neoeutegaeus africanus är en kvalsterart som beskrevs av Sandór Mahunka 1974. Neoeutegaeus africanus ingår i släktet Neoeutegaeus och familjen Eutegaeidae. Inga underarter finns listade i Catalogue of Life.